# Barbara Schneider-Kempf

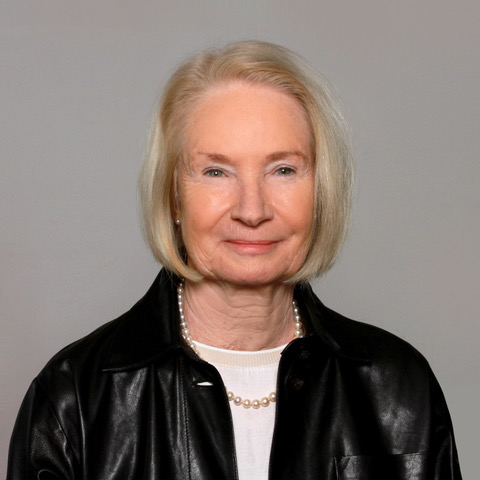
Barbara Schneider-Kempf (2024)

Barbara Schneider-Kempf (früherer Name: Barbara Schneider-Eßlinger; * 15. April 1954 in Trier) ist eine deutsche wissenschaftliche Bibliothekarin und Kulturvermittlerin. Sie war von 2004 bis 2021 Generaldirektorin der Staatsbibliothek zu Berlin.

## Leben
Die Tochter eines Architekten begann 1973 nach dem Abitur am Trierer Ursulinengymnasium mit dem Studium der Architektur, zuerst an der Hochschule Mainz, dann an der TU Hannover und an der RWTH Aachen. Nach dem Diplom 1981 begann sie ein Jahr später an der Universitätsbibliothek Kaiserslautern mit dem Referendariat für den höheren Bibliotheksdienst an wissenschaftlichen Bibliotheken. Anschließend war sie von 1984 bis 1988 Fachreferentin für Architektur und Bauingenieurswesen an der Bibliothek der TU Hannover. Sie wechselte als Dezernatsleiterin an die Universitätsbibliothek in Duisburg, von wo aus sie 1992 als Leiterin an die neu gegründete Universitätsbibliothek Potsdam ging.
Im April 2002 begann Schneider-Kempf ihre Arbeit an der Staatsbibliothek zu Berlin. Hier nahm sie zuerst die Aufgabe der Ständigen Vertreterin des Generaldirektors unter dem damaligen Generaldirektor Graham Jefcoate wahr und übernahm nach dessen Ausscheiden aus dem Dienst der Stiftung Preußischer Kulturbesitz im April 2003 die kommissarische Leitung der Bibliothek. Seit dem 1. Januar 2004 war sie die Generaldirektorin der Staatsbibliothek zu Berlin. In den Jahren ihrer Amtszeit wurde die Grundinstandsetzung des Gebäudes der Staatsbibliothek Unter den Linden einschließlich des Lesesaal-Neubaus und der Einrichtung eines Bibliotheksmuseums durchgeführt. Die Eröffnung fand im März 2021 statt. Ende August 2021 wurde Schneider-Kempf in den Ruhestand verabschiedet. Seitdem widmet sie sich ehrenamtlich der musikalischen Nachwuchsförderung und unterstützt als Vorsitzende des Vereins „Freunde der Preußischen Schlösser und Gärten“ die Stiftungsarbeit.

## Wirken
Zu den Errungenschaften Barbara Schneider-Kempfs während ihrer Tätigkeit in der Staatsbibliothek zu Berlin gehören insbesondere zwei Eintragungen in das Weltdokumentenerbe-Verzeichnis Memory of the World der UNESCO (2015): das Autograph der H-Moll-Messe von J. S. Bach sowie ein Plakatdruck von Martin Luthers 95 Thesen und Luthers Handexemplar der gedruckten hebräischen Bibelausgabe, Brescia 1494, in der Gruppe „Frühe Schriften der Reformation“. Außerdem fallen bedeutende Erwerbungen bzw. Bestandszuwächse in ihre Amtszeit: die Reisetagebücher Alexander von Humboldts (2013), das Archiv des Mohr Siebeck Verlags (2010), das Verlagsarchiv Vandenhoeck & Ruprecht (2011), das Verlagsarchiv Klaus Wagenbach (2015), der Nachlass Otfried Preußlers (2012), der Nachlass Dietrich Fischer-Dieskaus (2014) sowie der Vorlass Wolf Biermanns (2021).
Schneider-Kempf nahm Funktionen im nationalen und internationalen Bibliothekswesen wahr: Von 1991 bis 1996 war sie Vorsitzende der Baukommission des Deutschen Bibliotheksinstituts. In den Jahren 1995 bis 2000 arbeitete sie als Mitglied und später Vorsitzende des Bibliotheksausschusses der Deutschen Forschungsgemeinschaft bei zahlreichen Projekten mit.
Von 2002 bis 2021 war Schneider-Kempf Mitglied des Beirats der Deutschen Nationalbibliothek.
Von 2006 bis 2010 fungierte sie als Sprecherin der Allianz Schriftliches Kulturgut Erhalten, eines Zusammenschlusses von zwölf deutschen Archiven und Bibliotheken. Im Jahr 2010 war Schneider-Kempf initiativ an der Einrichtung der Koordinierungsstelle für die Erhaltung des schriftlichen Kulturguts (KEK) bei der Staatsbibliothek beteiligt. Diese Gründung erzielte sie als Vorsitzende der Allianz Schriftliches Kulturgut Erhalten gemeinsam mit Isabel Pfeiffer-Poensgen, Generalsekretärin der Kulturstiftung der Länder, und Ingeborg Berggreen-Merkel, Ministerialdirektorin beim Beauftragten der Bundesregierung für Kultur und Medien, Bernd Neumann.
Seit 2006 bis 2022 war sie zunächst Beiratsmitglied, dann Vorstandsmitglied der von Alice Schwarzer initiierten gemeinnützigen Stiftung FrauenMediaTurm in Köln.
Von 2010 bis 2021 war sie zudem Sprecherin der deutschen Seite des Deutsch-Russischen Bibliotheksdialogs, einer Initiative von Bibliotheken beider Länder, die darauf abzielt, den fachlichen Austausch zu unterstützen und das Schicksal kriegsbedingt verlagerter Bestände zu erforschen und sichtbar zu machen. Seit dem Beginn des russischen Kriegs gegen die Ukraine ruhen diese Aktivitäten.

## Ehrenamtliches Engagement
Auf dem Gebiet der Musik amtet Schneider-Kempf seit 2010 als Präsidentin der Brandenburgischen Bach-Gesellschaft. Seit 2021 ist sie Vorstandsmitglied des Vereins „Freunde Junger Musiker“ und inzwischen dessen Vorsitzende. Bereits 2012 wurde Barbara Schneider-Kempf Mitglied im Aufsichtsrat der Pfizer Deutschland. Sie gehört seit 2017 dem Kuratorium der Bürgerstiftung Berlin an, das den Vorstand bei der Einhaltung des Stiftungszwecks berät.
Seit 2019 ist Schneider-Kempf Vorstandsvorsitzende der Fördervereins „Freunde der Preußischen Schlösser und Gärten“, der die Arbeit der Stiftung Preußische Schlösser und Gärten Berlin-Brandenburg unterstützt. Im Jahr 2021 wurde sie Vorstandsmitglied im Förderverein des Julius-Stern-Instituts sowie 2022 Vorstandsmitglied im Förderverein Musikfestspiele Potsdam Sanssouci.
Auch im Anschluss an ihre Pensionierung führt sie die Arbeit für das Weltdokumentenerbe-Programm der UNESCO als Mitglied des Deutschen Nominierungskomitees weiter. Ihre Mitgliedschaft im Sprecherrat des Kulturbeirats der EKBO (Evangelische Kirche Berlin-Brandenburg-schlesische Oberlausitz) begann 2022. Im Jahr 2023 wurde sie stellvertretende Vorsitzende des Ukrainischen Kulturinstituts in Deutschland e. V. (in Gründung).

## Auszeichnungen
- Chevalier de l’ordre des Arts et des Lettres (2010)
- Ehrendoktorwürde der Nationalen Universität für Architektur und Bauwesen Armeniens (2018)[3]